# 이희정
이희정(李熙貞, 1974년 6월 5일 ~ )은 대한민국의 전직 양궁 선수이다.